# Parigi-Bruxelles 1906
La Parigi-Bruxelles 1906, seconda edizione della corsa, si svolse nel 1906, 13 anni dopo la prima edizione. Fu vinta dal belga Albert Dupont davanti ai suoi connazionali Jean Patou e Guillaume Coeckelberg.

## Ordine d'arrivo (Top 10)
| Pos. | Corridore             | Squadra | Tempo     |
| ---- | --------------------- | ------- | --------- |
| 1    | Albert Dupont         |         | 15h00'18" |
| 2    | Jules Patou           |         | a 18'44"  |
| 3    | Guillaume Coeckelberg |         | s.t.      |
| 4    | Prospere Verschelden  |         | a 19'26"  |
| 5    | Fernand Vast          |         | a 19'41"  |
| 6    | Joseph Dewaide        |         | a 19'42"  |
| 7    | Leon Vallotton        |         | a 19'54"  |
| 8    | Chefdeville           |         | s.t.      |
| 9    | Burny                 |         | a 20'13"  |
| 10   | Maurice Gouget        |         | a 29'53"  |